# 漢恭陵
恭陵，是中国汉安帝刘祜的陵园，位于河南省洛阳市西北三十里铺南。
汉安帝延光四年（125年）三月初十，汉安帝驾崩。八月廿三，汉安帝葬在洛阳城东北二十七里的恭陵。永建元年（126年）二月初二，与安思阎皇后合葬恭陵。山方二百六十步，高十五丈。四出司马门，石殿在行马内，寝殿、园侍吏舍在殿北，堤封田十四顷五十六亩。2001年，作为邙山陵墓群的一部分被国务院核定公布为第五批全国重点文物保护单位。